# ふるさと宮まつり
ふるさと宮まつり（ふるさとみやまつり）とは、毎年8月に栃木県宇都宮市で開催されるイベントである。

## 概要
であいとふれあいをテーマに、8月の最初の土日に開催される。宇都宮のまつりの集大成でもある。時間帯によりパレード、お囃子、山車、みこし、よさこいなどが大通りを通行規制にした上で練り歩き、祭りを楽しもうと市内外から約45万人が集まる。これらのほか正午からオリオンスクエアなどにてステージ演舞も行われる。
初回は、1976年（昭和51年）宇都宮青年会議所の創立10周年記念事業と宇都宮市市制80周年を記念して市民参加型のお祭りとして開催され、38団体がみこし、パレード、郷土芸能、おはやし、山車、屋台を出展した。宇都宮青年会議所は、「ふるさと宮まつり」を商標登録している（登録第5427523号、2011年7月22日登録、2021年8月30日更新登録）。

### 主催
第11回までは、宇都宮青年会議所の単独事業であった。第12回目より発展拡大のために、宇都宮観光コンベンション協会が事務局など一般事務を、宇都宮青年会議所が当日の企画及び運営を、宇都宮青少年団体連絡協議会が当日の運営サポートを、宇都宮商工会議所が資金調達を担当する開催委員会方式となった。出演団体は、それぞれの種目の部会に所属する形をとり、自主運営・自主警備を基本としている。

### 感染症による開催中止
2020年の第45回は新型コロナウイルス感染症の流行により開催中止となった。2021年の第46回も屋外での通常開催はコロナの感染が続いているため6月の段階で中止となることが決まり、7月にこれに伴う代替事業として「第46回ふるさと宮まつりin栃木県総合文化センター」を9月6日に規模を縮小して開催することが一度決まった が、これも会期前に県内に緊急事態宣言が発令されたため、やむなく中止となり、その後の年内の延期・代替、並びにYouTubeでの配信上映も行われなかった。
2022年は、3年ぶりにコロナの感染拡大防止対策を施し、観覧者には入場時マスクの着用の徹底、だんじりも小型のものを使用するなどを講じて8月6・7日に開催されることが一旦は決まっていた。また新たに観客席を設置し、密の回避にも努める試みを行うことも決めた。宇都宮市長・佐藤栄一は「今の状況であれば開催していただきたい」と開催にゴーサインを出し、万一蔓延防止重点処置や緊急事態宣言になった場合は、開催の延期・代替イベントの開催を検討していると発表していた。
ところが、第7波・BA5によるコロナ陽性者の増加により、栃木県が「対策強化宣言」をだすことや、この前に行われた那須烏山市・山あげ祭りで感染者が100人以上判明したことを踏まえ、開催直前の8月2日夜から3日にかけて委員会が電話による会議を実施し18人の委員のうち過半数が中止賛成となり、総会を開く時間もないことから、開催委員長が専決処分で8月の開催断念を決定、年内の代替・延期もなく、3年連続で宮まつりが行われないことになった。
そして、2023年は4年ぶりに開催され、8月5日の初日は主催者発表で30万人が訪れた。4年前の2019年は23万人であり、新型コロナウイルス感染症流行前の来場者数を上回った。

## 演目
公式サイトの種目・内容より
- パレード
  - 土曜日16:40頃から大通りにて開催。宇都宮市内外のマーチングバンド団体、ダンスチーム、地元プロスポーツチーム選手や関係者によるデモンストレーションなども行われる。
- おはやし
  - 両日とも正午から午後3時にバンバ通りなど。土曜日と日曜日とも交通規制後に大通りにも登場
- おみこし
  - 土曜日は18時頃からの早番みこしと19時頃からの遅番みこしの二部構成、日曜日は早番の時間帯のみ、合わせて90基登場
- おどり
  - 日曜日夕方から、宇都宮市内企業や市民団体による踊り子がバンバ音頭に合わせて流し踊る
- 郷土芸能
  - 両日とも午後にオリオンスクエアステージで披露される。
- 木遣り
  - 日曜日の昼と夜にバンバ広場と、夕方には大通りで、はしご乗り演舞を行う。
- 和太鼓
  - 各種団体による競演。土曜日夕方から大通り、日曜日正午にバンバ広場で演奏。
- 宮っこよさこい
  - 日曜日夕方に大通りで演舞
- 宮っこパレード
  - 宇都宮市制110周年記念で追加された、未就学児によるパレード。日曜日夕方に大通りに登場。
- 宮の梵天
  - 旧河内町・上河内町の梵天が合併により追加された。日曜日に登場。
- 山車・屋台
  - 現存する6台の山車・屋台の展示など。5年に1度の出演。
- 宮っこみこし
  - 子どもによるおみこし体験。日曜日11:30頃からバンバ通り、オリオン通りに登場。

## 外部サイト
- ふるさと宮まつりオフィシャルサイト